# 이희 (1824년)
익평군 이희(益平君 李曦, 1824년 10월 16일 ~ 1863년 9월 18일)은 조선 후기의 왕족으로 장조의 서장남 은언군의 손자이며, 상계군 이담(常溪君 李湛)의 양아들이다. 생부는 장조의 3남 은전군의 양자 풍계군 이당(豊溪君 李瑭)이다. 본관은 전주, 휘는 희(曦), 자는 이수(而由+文), 이수(而壽), 시호는 효희(孝僖)이다. 철종의 서4촌형이었으며, 철종보다 3개월 앞서 사망하였다.
1844년(헌종 10) 알수 없는 이유로 해도로 유배되었으나, 1849년 복권되었다. 철종 즉위 후 익평군에 봉해지고 사옹원제조, 오위도총부 도총관 등을 역임했으며, 1851년 동지사신(冬至使臣)의 정사(正使)로 청나라 연경에 다녀왔고, 그해 10월 20일 청나라에 파견되는 사은주청사겸 세백사(謝恩奏請兼歲幣使)의 정사(正使)로 다시 청나라 연경을 다녀왔다.
원래는 은언군 이인의 서손자로 은언군의 아들 풍계군 이당의 서자였지만, 삼촌인 은전군 이찬의 양자로 간 풍계군의 서자였던 그를 다시 상계군 이담의 양자로 입양시키면서, 그는 은언군의 적손자가 되었다. 생모는 동성동본의 전주이씨로 《선원보략》에서 누락되었지만 1863년(철종 13) 11월 중추부지사 겸 병조판서 김병학이 그의 시호를 청하는 시장(諡狀)에 소생모 전주이씨의 존재를 언급함으로써, 후대에 그의 생모의 존재가 알려지게 되었다.

## 생애

### 출생과 가계
1824년(순조 24) 10월 16일 한성부에서 풍계군 이당(豊溪君 李瑭)과 그의 첩 전주이씨의 아들로 태어났다. 그는 사도세자의 서증손이며, 은언군의 손자이자 풍계군 이당의 아들로 태어났지만, 풍계군의 서자였다. 후일 1863년 보국숭록대부 행중추부지사 겸 병조판서 김병학이 그의 시호를 올린 시장에는 생비 광산군부인 광산김씨 외에 소생모(所生母) 전주이씨의 존재를 언급하였다. 명종 때인 1563년(명종 18) 사림파가 집권한 이후, 조선에서는 동성동본 금혼령이 내려져 동성동본의 결혼은 금지되었지만, 풍계군의 아버지 은언군 인이나 풍계군 당은 모두 동성동본인 전주이씨를 첩으로 두었다. 익평군의 생모 전주이씨는 전주이씨 선원세계나 선원보에 올라가지도 못했다. 그러나 1863년에 보국숭록대부 행병조판서 경연 일강관김병학이 그의 시호를 청하는 시장을 올릴 때, 그의 생모 전주이씨의 존재를 언급하였다. 익평군의 생모 전주이씨의 존재는 1970년대 이후 대한민국 정부 주도로 각 왕조시대의 역사서를 한글로 국역하거나, 해독, 비문판독 등을 하는 과정에서 알려지게 되었다.
선원계보에는 1900년대 이후에 편찬된 선원계보에서는 서자라는 칭호가 사라졌다. 풍계군은 자신의 서삼촌이자 이희의 서종조부가 되는 은전군 찬의 양자로 입양되었다. 그러나 이희는 다시 친백부이자, 아버지 풍계군이 은전군의 양자가 되었으므로, 계통상 5촌이 되는 상계군 이담의 사후 양자로 다시 입양되었다. 3세 때 아버지 풍계군 당을 잃었다. 그러나 상계군 사건, 상산군부인 송씨와 상계군의 부인 평산군부인 평산신씨의 천주교 신봉 사건 등으로 집안이 역모로 몰렸으므로 그는 작위를 받지 못했다.

### 젊은 시절
1826년(순조 26) 생부 풍계군이 사망했다. 그가 언제 상계군의 사후 양자로 입양됐는지는 기록이 사라져 알 수 없다. 그의 초기 생애와 헌종대까지의 행적은 철종때와 고종때 실록, 승정원일기, 일성록 등의 은언군, 상계군 관련 기사들을 대량으로 인멸, 세초해버려서 알 수 없다.
조심하고 참는 성품이었는데 철종실록의 졸기에 의하면 그의 사람됨됨이에 대해 사관은 '온갖 곤경을 골고루 겪었으면서 조심하는 마음가짐으로 기욕(嗜欲)을 참아 내었고, 번화한 겉치레를 떨어버리며 만족할 줄을 알았다. 자신에 대한 일을 검속하게 하여 가정에 대한 일을 다스렸으며, 말에 발표하여 일에 시행하였다'며 '그가 평생에 당했던 일을 살펴보건대 마침내 범상(凡常)의 인물이 되도록 한 것은 그렇게 한 것이 아니겠는가'라고 평하였다. 외모, 용모에 대한 기록은 전하지 않는다.
김병학이 쓴 시장에 의하면, 헌종 집권기간이던 1844년(헌종 10) 그는 누군가의 모함을 받아 해도로 유배되었으나, 1849년 복권되었다. 어떤 이유로 유배되었는가는 불분명하며, 1849년 성모(대왕대비)와 금상(철종)의 특별 배려로 복권되었다 한다.

### 철종 즉위와 복권
1849년(철종 즉위년) 6월 23일 소의대부(昭義大夫)에 봉작을 받고, 같은 날인 6월 23일 익평군에 봉작되었다. 이해 7월 1일 사옹원제조(司饔院提調)에 임명된 뒤 7월 12일 중의대부(中義大夫)로 승진하고 7월 26일 사옹원제조(司饔院提調)가 되었다. 7월 28일 다시 사옹원제조(司饔院提調)에 임명되고 지사(知事)를 거쳐 9월 28일 오위도총부부총관이 되었다.
1849년(철종 즉위년) 11월 11일 종척집사(宗戚執事)을 거쳐 11월 12일 승헌대부(承憲大夫)로 가자되었다. 1850년(철종 1) 2월 5일 오위도총부도총관, 3월 27일 다시 도총관에 임명되고 3월 30일 숭헌(崇憲)으로 가자되었다. 3월 30일 숭헌(崇憲)으로 가자되고 6월 7일 가덕(嘉德)으로 가자되었다. 1851년(철종 2) 1월 2일 의덕대부(宜德大夫)로 가자되었다가 얼마 뒤 흥록대부로 승진했다.
1851년(철종 2) 8월 6일 현록대부로 승진했다. 그 해 6월 26일 청나라에 파견되는 동지사신(冬至使臣)의 정사(正使)로 연경에 다녀오고, 귀국 직후 다시 그해 10월 20일 청나라에 파견되는 사은주청사겸 세백사(謝恩奏請兼歲幣使)의 정사(正使)로 다시 연경에 다녀왔다. 1853년(철종 4) 2월 29일 선원보(璿源譜) 찬수감인교정관(纂修監印校正官)을 거쳐 4월 1일 통례원인의 인헌관(引儀引獻官)을 겸직하고, 1855년 7월 26일 오위도총부 도총관을 거쳐 휘경원 이장시 휘경원 천원수빈관(遷園守殯官), 수릉 이장 시 수릉천장도감의 대존관(代奠官)을 역임했다. 
1857년(철종 8) 1월 7일 인의 인헌관, 1월 25일 종친부유사당상 등을 지내고 순원왕후가 죽자 8월 5일 인릉 수릉관(守陵官)에 제수되었다. 1858년(철종 9) 8월 5일 종척집사, 수릉관, 1859년 8월 15일 종헌관이 되었다. 최종 관직은 현록대부에 이르렀다. 1860년 도총관에 임명되었다.
1860년 4월 3일의 종묘 하향 대제(宗廟夏享大祭)에도 아헌관으로 참여하였다. 그러나 그해 9월 병석에 눕게 됐다. 그가 눕게 되자 철종은 어의를 보내 진료하게 하는 한편, 왕실의 근친들 중에서는 그의 후사를 세우는 일을 논의하였다. 9월 17일 왕실 각 파의 문장들의 회의 끝에 덕흥대원군의 11대손이며, 당시 이미 사망한 현감(縣監) 이병식(李秉植)의 손자이자 이계(李烓)의 아들 덕주(德周)를 양자로 결정, 이름을 재덕이라 고치고 그의 양자로 삼았다. 익평군에게는 친 혈육으로 서자 이재성이 있었는데, 서자 재성 외에 다른 자녀가 있었는지 없었는지 여부는 알 수 없다.

### 질병과 최후
철종은 어의를 보내 그의 병을 구완하였지만 차도가 없었다. 1863년(철종 14) 9월 16일 철종이 하교하길 "익평군(益平君)의 병이 이미 가볍지 않다고 하니, 각파(各派)의 문장(門長)들로 하여금 그의 후사(後嗣)를 의정(議定)하여 즉시 등문(登聞)하게 할 것으로 종친부(宗親府)에 분부(分付)하라." 하였다. 병석이 차도가 없자 양자 입양이 논의된다.
그에게는 적자는 없었고 첩에게서 서자 이재성이 있었다. 결국 임종 직전, 양자를 들여 그의 대를 잇도록 결정되었다. 이해 9월 17일 종친부(宗親府)에서 철종에게 아뢰기를, "삼가 하교(下敎)에 의거하여 익평군(益平君)의 계사(繼嗣)에 대해 각 문장(門長)들과 회의한 결과, 덕흥대원군(德興大院君)의 10세손(世孫)인 고(故) 현감(縣監) 이병식(李秉植)의 손자인 이덕주(李德周)가 나이 13세인데 마땅하다고 합니다. 이로써 결정하였으니, 예사(禮斜) 등의 절차를 해조(該曹)로 하여금 거행(擧行)하게 하소서."하니, 그대로 윤허하였다.
1863년(철종 14) 9월 18일 별세하였고, 최종 품계는 현록(顯祿)이었다. 그가 별세하자, 철종이 하교하길 "이 종실(宗室)은 단정하고 성실한 자태와 근신하고 두려워하는 규범을 내가 깊이 잘 알고 있는데, 불행히 병이 들어 갑자기 졸서(卒逝)했다는 단자(單子)를 보게 되니, 지난일을 추념(追念)함에 슬픈 마음이 어찌 끝이 있겠는가? 졸(卒)한 익평군의 집에 중사(中使)를 보내어 호상(護喪)하게 하고 동원 부기(東園副器) 1부(部)를 수송할 것이며, 예장(禮葬)과 봉록(俸祿) 등에 대한 절차는 전례에 의거해 거행하도록 하라. 그리고 성복(成服)하는 날에는 내시(內侍)를 보내어 치제(致祭)하게 하라.”하였다. 
철종은 "희(曦)는 은언군(恩彦君)의 손자로서, 기우(器宇)가 돈중(敦重)하고 품행(品行)이 슬기롭고 순수하였으며, 온갖 곤경을 골고루 겪었으면서 조심하는 마음가짐으로 기욕(嗜欲)을 참아 내었고, 번화한 겉치레를 떨어버리며 만족할 줄을 알았다. 자신에 대한 일을 검속하게 하여 가정에 대한 일을 다스렸으며, 말에 발표하여 일에 시행하였으므로 행실이 칭술할 만한 것이 있고 선행(善行)에 기록할 만한 것이 있으니, 이것이 종신토록 성예(聲譽)를 보전하게 된 이유인 것으로, 그가 평생에 당했던 일을 살펴보건대 마침내 범상(凡常)의 인물이 되도록 한 것은 그렇게 한 것이 아니겠는가?" 하였다. 병석이었던 철종도 그가 죽고 3개월만인 1863년 12월 8일에 별세하였다. 향년 40세였다.

### 사망 직후
9월 18일 철종은 호상사를 할 관원들과 동원부기 1부(東園副器一部)를 특별히 내려보냈으며, 내시를 보내 성복일에 치제하게 했다.
1863년(철종 13) 10월 30일 철종의 명으로 시호를 택정하게 하였다. 이해 11월 1일 종묘에 철종의 묘정에 공신(公臣) 자격으로 배향(配享)되고, 11월 7일 시호는 효희(孝僖)로 추증되었다. 김병학이 올린 시호 중 효희(孝僖, 慈惠愛親曰孝 小心恭愼曰僖)와 효정(孝貞, 慈惠愛親曰孝 廉約自守曰貞), 정민(貞敏, 廉約自守曰貞 好古不怠曰敏) 중 첫번째인 효희가 그의 시호로 채택된 것이다. 11월 25일 경기도 양주군 안현산(鞍峴山) 부임지원(負壬之原)에 안장되었다가 다시 한성부 연희궁 서쪽 언덕 임좌(壬坐)로 이장되었다.
1865년(고종 2) 9월 11일 고종이 전교하길 "익평군(益平君)은 바로 대행왕(大行王)의 가까운 친족이다. 듣자니 그의 대상(大祥)이 내일이라고 한다. 이때를 당하여 지난 일을 생각하니 더욱더 허전한 마음이 든다. 그리고 자전(慈殿)께서 분부하셨으니, 그의 신주에 승지를 보내어 제사를 지내도록 하라."하였다.

### 사후
1865년(고종 2) 9월 14일 고종의 특별 증직(贈職) 명령으로 증 의정부영의정(議政府領議政) 겸 판종정경(判宗正卿)에 특별 추증되었다. 그해 11월 1일 빈청(賓廳)에서 철종의 묘정에 배향될 신하의 한 사람으로 뽑혔다. 이때 철종 묘정에 배향할 신하를 선발할 때 영의정 권돈인(權敦仁) 4점, 좌의정 김도희(金道喜) 4점, 좌의정 박회수(朴晦壽) 4점, 좌의정 박영원(朴永元) 6점, 좌의정 이헌구(李憲球) 11점, 익평군 희(益平君) 11점, 익풍부원군(益豐府院君) 홍재룡(洪在龍) 6점, 증 영의정 김수근(金洙根) 11점을 받아 상위에 뽑힌 그가 철종 묘정 배향공신의 한 사람으로 낙점됐다. 11월 6일 철종의 묘정에 배향되었다.
1869년(고종 6) 8월 26일 고종이 전교하길 "듣건대 익평군(益平君)의 면례(緬禮)가 가까워졌다고 한다. 지나간 일을 길이 생각할 때 마땅히 특별한 규례가 있어야 하겠다. 장례 물품을 호조(戶曹)로 하여금 수송해 주도록 하라."하였다. 시신은 한성부 홍제원 안현산(鞍峴山)에 매장되었다가 다시 한성부 연희궁 서쪽 언덕 임좌에 개장되었다. 후일 그의 묘소는 경기도 성남시 분당구 궁내동으로 이장되었는데, 이장 시점은 알려져 있지 않다.
본부인 덕성군부인 덕수이씨에게는 자녀가 없고, 측실에게서 서자 이재성이 있었다. 고종의 명으로 종인 중 후계자를 세우라는 명이 내려져 덕흥대원군가문 응천군 이돈(凝川君 李潡) 8대손 이계(李烓)의 차남 덕주(德周)를 사후양자로 삼았다. 부인 덕수이씨는 1900년(광무 3) 선원계보 편찬할 무렵에도 생존해 있었다.

## 가족 관계
그는 풍계군의 서자로서 은언군에게는 원래 서손자였다. 삼촌 은전군 이찬의 사후양자로 입양된 풍계군의 서자로서, 생가 적(嫡) 백부이자 호적상 종숙이 되는 상계군의 양자로 다시 입양되어, 은언군의 적손자가 되었다.
- 할아버지 : 은언군 이인(恩彦君 李䄄, 1754년 5월 29일 ~ 1801년 6월 13일)
- 할머니 : 상산군부인 진천송씨(常山郡夫人 宋氏, 1753년 10월 15일 ~ 1801년 4월 4일)
- 양 할아버지 : 은전군 이찬(恩全君 李禶, 1759년 ~ 1778년), 생부 풍계군의 양부
- 아버지(양부) : 상계군 이담(常溪君 李湛, 1769년 ~ 1786년 11월 20일)
- 어머니(양모) : 평산군부인 신씨(郡夫人 申氏, ? - 1801년 3월 17일), 통덕랑 신환(申瑍)의 딸
- 아버지(생부) : 풍계군 이당(豊溪君 李瑭, 1783년 2월 1일 - 1826년 5월 8일)
- 어머니(생모) : 광산현부인 증 광산군부인 광산김씨(光山縣夫人 贈 光山郡夫人光山金氏, 1803년 4월 4일 ~ 1864년 3월 29일), 김시채(金時彩)의 딸
- 어머니(생모) : 전주이씨(全州李氏[1], ? - 1850년 이전 사망)
- 부인 : 덕성군부인 덕수이씨(德城郡夫人 德水李氏, 1820년 1월 4일 ~ ?), 이우신(李愚信)의 딸
  - 아들(양자) : 덕안군 이재덕(德安君 李載悳, 1852년 - 1877년), 덕흥대원군 11대손이자 응천군 이돈(凝川君 李潡) 8대손 이계(李烓)의 차남.
  - 며느리 : 정부인 달성서씨(貞夫人 達城徐氏, 1850년 9월 25일 - ?), 서우보(徐佑輔)의 딸
    - 손자(양 손자) : 이언용(李彦鎔, ? - 1893년, 휘경원참봉 역임)
    - 손자(양 손자) : 이완용(李完鎔, 1872년 11월 13일 - 1936년), 덕흥대원군의 12대손 선무전 이재경(李載經)의 아들, 양자 이재덕의 양자
- 첩 : 이름 미상
  - 서자 : 경은군 이재성(景恩君 李載星, 1860년 11월 10일 ~ ?), 그는 서자였으므로 양자를 들이게 되었다.
  - 서며느리 : 군부인 안동권씨(1859년 10월 11일 ~ 1888년 4월 15일, 권재익(權在益)의 딸
    - 서손자 : 이춘용(李萭鎔 , 1881년? ~ ?)

  - 서며느리 : 군부인 여흥이씨(1879년 4월 29일 ~ ?), 이병로(李丙老)의 딸
    - 서손자 : 이우용(李萭鎔, 1899년? ~ ?)

## 같이 보기
- 상계군
- 풍계군
- 회평군
- 철종
- 영평군
- 이세보
- 이승응
- 은언군
- 은전군

## 참고 자료
- 철종실록
- 고종실록
- 승정원일기
- 일성록
- 철종대왕부묘도감의궤